# De Punt (Drenthe)
De Punt – wieś w Holandii, w prowincji Drenthe, w gminie Tynaarlo. W 2008 r. w miejscowości wybuchł pożar, w którym zginęło trzech strażaków. Nazwiskiem jednego z nich nazwano asteroidę 12156 Ubels.